# Нью-Оберн (Вісконсин)
Нью-Оберн (англ. New Auburn) — селище (англ. village) в США, в округах Чиппева і Беррон штату Вісконсин. Населення — 562 особи (2020).

## Географія
Нью-Оберн розташований за координатами 45°11′55″ пн. ш. 91°33′58″ зх. д. / 45.19861° пн. ш. 91.56611° зх. д. (45.198541, -91.566139).  За даними Бюро перепису населення США в 2010 році селище мало площу 8,78 км², уся площа — суходіл.

## Демографія
Згідно з переписом 2010 року, у селищі мешкало 548 осіб у 217 домогосподарствах у складі 139 родин. Густота населення становила 62 особи/км².  Було 235 помешкань (27/км²).
Расовий склад населення:
| - 97,3 % — білих - 0,4 % — азіатів - 0,2 % — корінних американців - 0,2 % — чорних або афроамериканців |

До двох чи більше рас належало 2,0 %. Частка іспаномовних становила 0,0 % від усіх жителів.
За віковим діапазоном населення розподілялося таким чином: 29,0 % — особи молодші 18 років, 57,7 % — особи у віці 18—64 років, 13,3 % — особи у віці 65 років та старші. Медіана віку мешканця становила 34,6 року. На 100 осіб жіночої статі у селищі припадало 108,4 чоловіків;  на 100 жінок у віці від 18 років та старших — 104,7 чоловіків також старших 18 років.
Середній дохід на одне домашнє господарство  становив 55 471 долар США (медіана — 52 813), а середній дохід на одну сім'ю — 61 561 долар (медіана — 58 250). За межею бідності перебувало 10,9 % осіб, у тому числі 13,6 % дітей у віці до 18 років та 0,0 % осіб у віці 65 років та старших.
Цивільне працевлаштоване населення становило 289 осіб. Основні галузі зайнятості: виробництво — 27,7 %, освіта, охорона здоров'я та соціальна допомога — 22,5 %, роздрібна торгівля — 10,0 %, мистецтво, розваги та відпочинок — 9,0 %.